# Христос Дреляс
Христос Дреляс (на гръцки: Χρήστος Δρέλλιας) е гръцки инженер, военен и политик, областен управител на ном Кукуш.

## Биография
Роден е в 1887 година на остров Хидра. По професия е инженер. След като се демобилизира с чин полковник, през май 1936 година е назначен за номарх (областен управител) на ном Кукуш. Остава на поста до разгрома на Гърция от Нацистка Германия през април 1941 година. След преврата от 4 август 1936 година изпълнява и длъжността кмет на града.
Дреляс е вдъхновителят и създател на Кукушката градска болница. Дреляс получава одобрение, но не и пари от правителството и финансирането на болницата е местно. Болницата е снована на 4 август 1937 година и открита на 28 февруари 1939 година. Болницата, изградена с помощта на кукушани, е една от най-добрите за времето си в Гърция.
Дреляс също така активно озеленява града, създава водопроводна мрежа и постави чешми във всеки квартал.
Екзекутиран е от партизани на ЕЛАС през ноември 1943 година в Караджа Кадър (Камбанис).
В Кукуш има поставен негов бюст. В 2015 година има предложение улицата, на която се намира болницата да бъде именувана на Христос Дреляс, но общинският съвет го отхвърля.